# 1960년 발디비아 지진
1960년 발디비아 지진(스페인어: Terremoto de Valdivia de 1960 테레모토 데 발디비아 데 1960[*]) 혹은 칠레에서 단순히 칠레 대지진(스페인어: Gran terremoto de Chile 그란 테레모토 데 칠레[*])는 1960년 5월 22일 발생한 세계에서 가장 큰 규모의 지진이다. 여러 연구에 따르면 당시 기록된 모멘트 규모는 Mw9.4-9.6에 달한다. 현지 시각 기준 15시 11분(GMT 19:11)에 지진이 일어났으며 흔들림은 약 10분간 지속되었다. 지진으로 쓰나미도 발생해 칠레 남부, 하와이, 일본, 필리핀, 뉴질랜드 동부, 오스트레일리아 동남부, 알류샨 제도까지 쓰나미 피해를 입었다.
이 해구형 지진의 진앙은 칠레의 수도 산티아고에서 남쪽으로 약 570 km 떨어진 루마코이며, 가장 큰 피해를 입은 도시가 발디비아이다. 이 지진으로 칠레 해안에서는 최대 25 m 높이에 달하는 쓰나미가 닥쳐 큰 피해를 입었다. 쓰나미는 태평양을 가로질러 진앙에서 약 10,000 km 넘게 떨어진 하와이 힐로에서도 최대 10.7m 높이로 기록되었다.
광범위한 재난으로 발생한 사상자수와 재산 피해가 어느정도인지는 확실하지 않다. 지진과 쓰나미로 발생한 총 사망자수는 발표 기관에 따라 1천명에서 6천명 사이로 매우 다양하다. 또한 여러 자료에 따르면 지진으로 발생한 재산 피해는 4억 달러에서 8억 달러(2022년 기준 인플레이션 반영시 40억 1천만 달러에서 80억 2,500만 달러) 가까이로 추산된다.

## 지진

### 콘셉시온 지진
1960년 칠레에서 발생한 지진은 5월 21일부터 6월 6일 사이 아라우카니아주, 아이센델헤네랄카를로스이바녜스델캄포주, 비오비오주를 중심으로 발생한 일련의 강진이다. 1960년 전 세계에서 발생한 지진 중 규모가 가장 큰 순으로 상위 5개 지진 중 4개가 이 칠레 지진이며, 그 중 3개 지진은 1960년 콘셉시온 지진으로 묶인다. 첫 콘셉시온 지진은 1960년 5월 21일 오전 6시 2분(UTC-4)에 발생한 모멘트 규모 Mw8.1의 지진이다. 진앙은 쿠라닐라우에 인근 해역이다. 이 지진으로 칠레 남부와의 통신선이 완전히 단절되었고, 칠레의 대통령 호르헤 알레산드리는 긴급 구호 활동을 감독하기 위해 전통적으로 기념하던 1879년 이키케 해전 기념식(해군 영광의 날)을 취소했다. 2차, 3차 콘셉시온 지진은 다음 날인 5월 22일 각각 오전 6시 32분과 14시 55분에 일어난 규모 Mw7.1, 규모 Mw7.8의 지진이다. 3차 콘셉시온 지진 발생 후 불과 15분만에 발디비아 지진이 발생했기 때문에 일련의 콘셉시온 지진은 진원역이 점차 남쪽으로 내려오는 일종의 전진 활동으로 여겨진다.
이 지진으로 임금 인상을 요구하던 로타의 석탄 채광 노동자의 콘셉시온 행진 시위가 중단되고 결국 해산되었다.

### 발디비아 본진

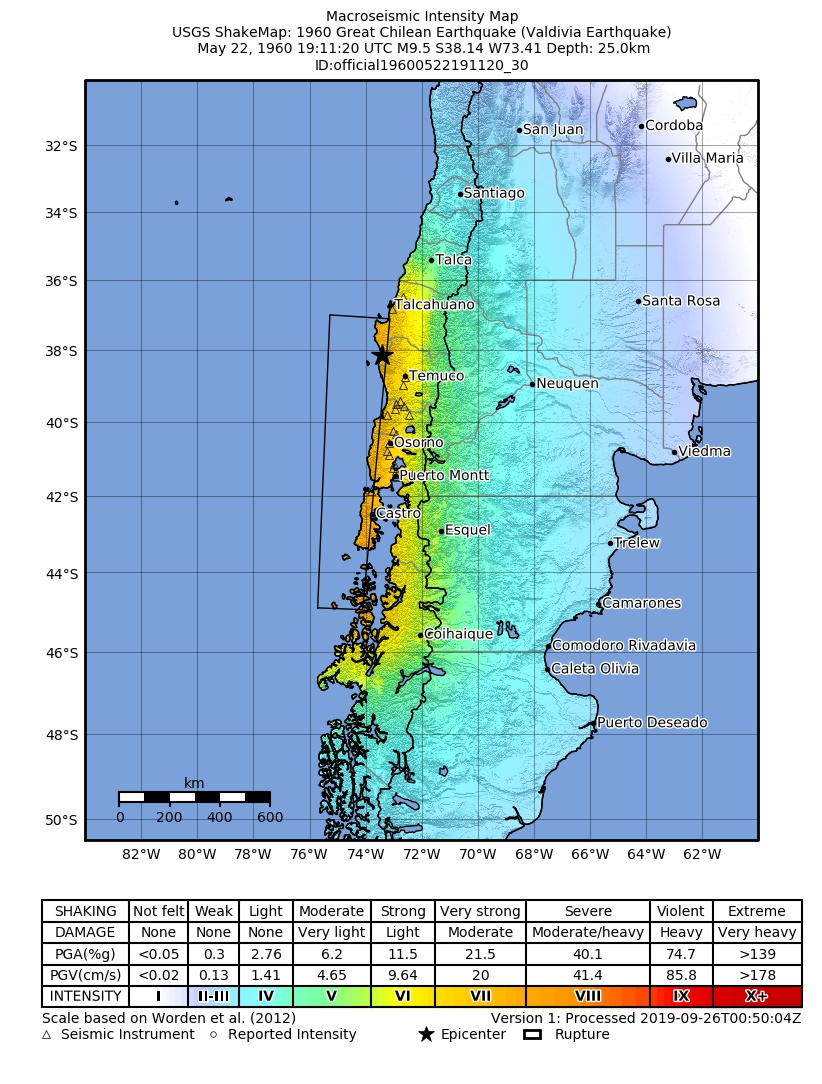
칠레 대지진의 진원역 지도. 칠레 대지진의 진원역은 남북으로 약 1,000km에 달했고, 이 진원역의 단층이 전부 파괴될 때까지 약 10분이 걸렸다. 약 10분 동안 지진이 계속되었다는 뜻이다.

발디비아 지진은 5월 22일 15시 11분(UTC-4)에 발생했으며 탈카에서 칠로에섬 사이 칠레 전역의 40만 km2 이상의 영역에서 흔들림의 영향을 받았다. 톨텐과 같은 해안마을도 큰 타격을 입었다. 발디비아의 외항인 코랄에서는 수위가 약 4 m 상승했다가 물러나기 시작했다. 현지 시각 16시 20분 경에는 콘셉시온과 칠로에 사이를 중심으로 한 칠레 해안가에 8 m 높이의 쓰나미가 강타했다. 10분 뒤에는 제차 10 m 높이의 쓰나미가 다시 닥쳤다.
쓰나미가 닥쳤을 땐 이미 수백명에 달하는 사망자가 보고되었다. 발디비아강 하구에서 출발한 선박인 카넬로스호는 강에서 쓰나미를 맞고 앞뒤로 1.5 km 이동한 후 침몰했는데 2005년까지도 니에블라로 향하는 도로에서 발디비아강을 바라보는 지점에서 침몰 선박의 돛대가 눈에 보인다.
지진으로 지반 침하도 발생해 건물이 파괴되고 강 깊이가 더 깊어졌으며 도시 북쪽에 세워진 신 수생공원이었던 리오크루세스나 초로코마요 지역에 거대한 습지를 만들어냈다. 도시 광범위한 지역이 침수되었다. 발디비아의 전기와 수도도 완전히 끊겼다. 또한 지하수가 땅을 뚫고 올라오는 장면을 봤다는 목격담도 있었다. 5월 21일 도시에 폭우가 내렸었지만 상수도도 완전히 끊겼다. 강은 산사태로 유입된 토사 때문에 완전히 갈색으로 변했고 집 전체가 둥둥 떠내려갔다. 칠레에서 가장 비가 많이 내리는 지역에서 닥친 식수 부족은 피해 주민에게 큰 영향을 끼쳤다.
지진은 칠레 모든 영토를 똑같이 흔들리게 만들지 않았다. 지진의 흔들림을 나타내는 등급의 일종인 수정 메르칼리 진도 계급(MMI)로 측정한 결과 지각이 내려앉은 지역이 더 큰 피해를 입었다. 가장 큰 피해를 입은 두 지역은 양키우에 호수 서북쪽 끄트머리에 있는 푸에르토옥테이와 발디비아다. 푸에르토옥테이는 발디비아분지 바깥쪽에서 가장 진도가 강했던 중앙칠레계곡의 남북으로 된 타원형 평지에서 정 가운데 있는 도시였다. 반면 푸에르토옥테이 동쪽의 토도스로스산토스 호수에 있는 한 호텔에서는 쌓아놓은 접시가 그 자리에 그대로 있었다는 증언도 있다. 연약층에 세워진 건물 부지를 제외하고서 수정 메르칼리 진도 계급 VII(7) 이상을 관측한 지역은 전부 로타(남위 37도) 남쪽으로 이어지는 기다란 띠 지역이다. 이 띠 지역은 예우예우 호수(남위 38도) 북쪽과 카스트로(남위 42.5도) 남쪽에 있는 중앙칠레계곡을 관통하진 않았다.
| 진도   | 지역                                           |
| ------ | ---------------------------------------------- |
| XI-XII | 발디비아, 사베드라                             |
| X-XI   | 푸에르토몬트                                   |
| IX     | 오소르노, 비야리카                             |
| VIII   | 앙골, 테무코, 레부, 로스앙헬레스               |
| VII    | 콘셉시온, 치얀                                 |
| VI     | 탈카, 차이텐                                   |
| V      | 아이센, 코이아이케, 코크라네, 피칠레무, 랑카과 |
| IV     | 산티아고, 산안토니오                           |
| III    | 발파라이소, 비냐델마르, 로스안데스             |
| II     | 라세레나                                       |

지진 이틀 후에는 푸예우에산 화산과 바로 맞닿은 코르돈산이 분화했다. 다른 화산도 분화했을 가능성이 있으나 당시 칠레의 통신망 부족으로 제대로 기록되지 않았다. 칠레의 사망자수가 5,700명으로 지진 규모에 비해 매우 작은 이유로는 진원역의 인구 밀도가 낮고 지진 활동이 활발해서 건축물에도 관행적으로 기본적인 내진 설계가 있어서로 추정된다.

### 여진
가장 큰 여진은 6월 6일 아이센델헤네랄카를로스이바녜스델캄포주에서 일어났다. 규모 M7.7의 이 여진은 리키녜-오프키 단층에서 발생했을 가능성이 높으며 5월 22일 일어난 발디비아 지진 때문에 발생했을 가능성이 크다.

### 지진학적 분석

1906년부터 2005년까지 100년간 발생했던 가장 큰 규모 지진 3개와 같은 기간 발생한 규모 M6 미만, M6-7급, M7-8급, M8 이상의 모든 지진의 모멘트 규모의 합을 비교한 원그래프의 모습. 1960년 발디비아 지진(그래프 왼쪽 아래 하늘색)은 전 세계 모든 지진의 모멘트 규모의 1/4 가까이를 차지한다..

이 지진은 나스카판이 남아메리카판 아래로 섭입하는 페루-칠레 해구에서 쌓인 대부분의 응력이 한꺼번에 방출되어 일어난 메가스러스트 지진이다. 칠레 북부와 아르헨티나에서 발생하는 지진의 최대 깊이가 70 km인 점과 비교하면 본진의 깊이인 33 km는 비교적 얕은 천발지진에 해당한다.
2019년에 발표된 연구에서는 주 단층파괴인 규모 Mw9.37 규모의 스러스트형 단층파괴와 동시에 이키녜-오프키 단층에서 규모 Mw9.07의 주향이동형 부 단층파괴가 동시에 있었다고 가정하여 어떻게 판 경계형 지진 하나가 지각에 쌓인 응력을 "과도하게 방출"한 것처럼 보일 수 있는지 설명할 수 있다고 발표했다. 다른 말로 하면, 이전까지의 통설에서는 발디비아 지진이 페루-칠레 해구에 쌓여 있는 누적 응력(지진에 방출될 누적된 단층 이동손실량)이 허용하는 양보다 더 많이 단층이 이동했다고 분석했다. 새로 나온, 두 단층이 동시에 단층파괴가 일어났다는 설은 지진의 실제 발생 구조를 설명하는데 도움이 될 수 있다.
섭입대에서는 그 특별한 구조로 에너지가 한꺼번에 방출되기 전까지 다른 지역보다 더 많은 에너지를 축적할 수 있기 때문에 지구상에서 가장 큰 규모의 지진이 발생할 수 있다고 알려져 있다. 지구물리학자들은 이 지진보다 더 큰 지진이 일어날지에 대해서는 어디까지나 시간 문제라고 말한다. 발디비아 지진의 단층 파열은 남위 37도의 아라우코에서 남위 43도의 칠로에 군도에까지 이르는 약 800 km 길이의 구간에서 일어났다. 단층의 파열이 단층대 표면을 따라 퍼지는 속도인 단층 파열 속도는 초당 약 3.5 km로 측정되었다. 나스카판 경계의 27개 세그먼트 전체의 평균 이동량은 약 11 m이며 진앙에서 남쪽으로 약 200-500 km 떨어진 연안 단층에서는 최대 슬립이 25-30 m까지 측정되었다.
발디비아 지진은 매우 큰 규모였지만 이후에도 2016년 칠로에 지진이 발생하는 등 판 경계면의 해당 부분에서 남아 있는 응력이 모두 완전히 발산된 건 아닌걸로 추정된다.

## 지진의 피해

### 지진해일

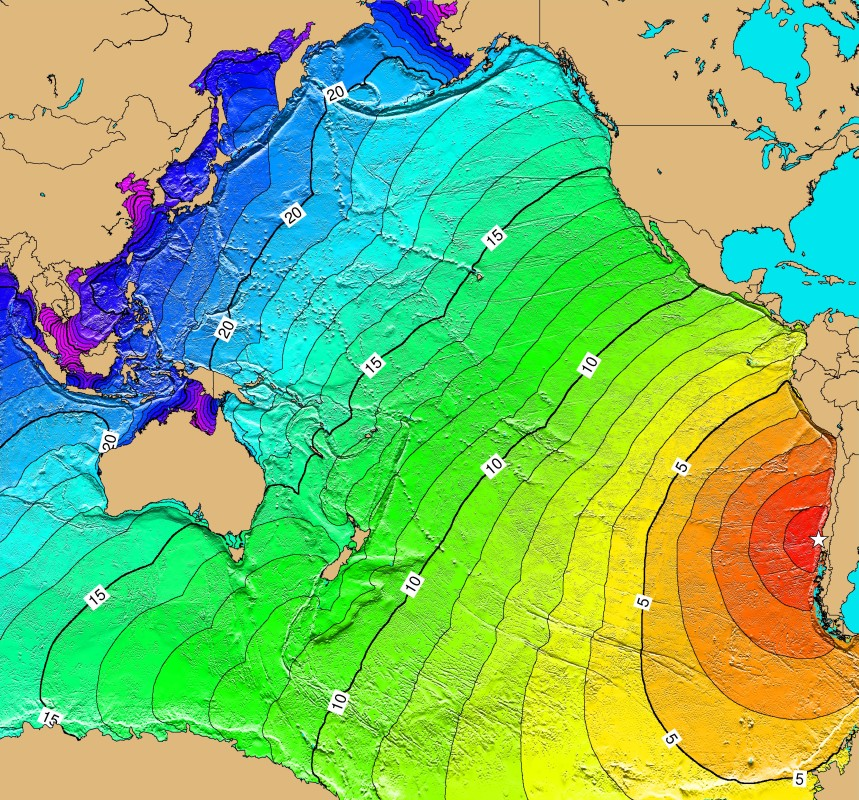
발디비아 지진으로 생겨난 쓰나미가 1시간마다 태평양을 가로지르며 이동하는 상황을 그린 지도.

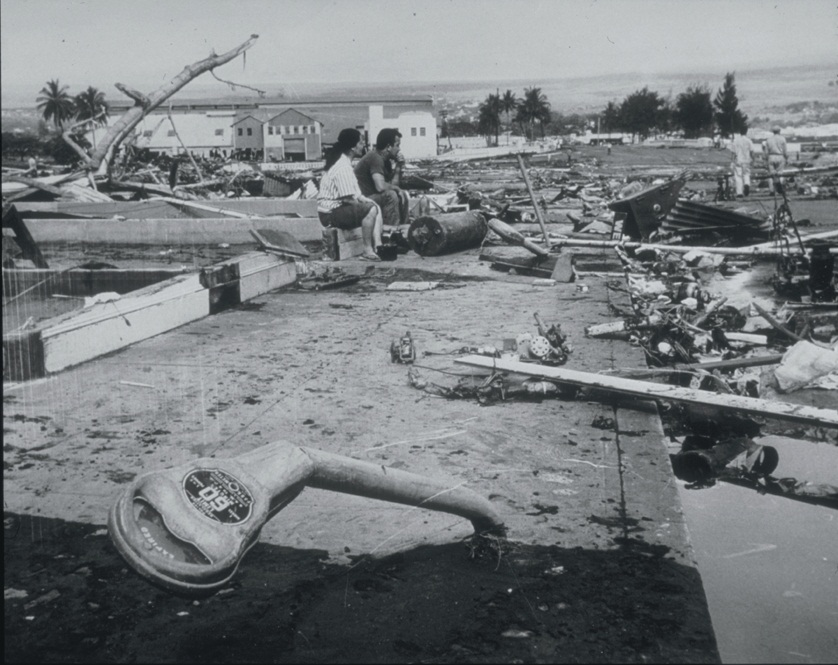
하와이 힐로에 쓰나미가 덮쳐 파괴된 모습.

지진으로 발생한 지진해일은 칠레 남부와 하와이, 일본, 필리핀, 중국, 뉴질랜드 동부, 오스트레일리아 동남부, 알류샨 열도까지 영향을 미쳤다. 일부 지역에서는 해일 높이가 최대 25 m 높이로 칠레 해안을 덮치기도 했다. 지진으로 만들어진 쓰나미 파도가 시속 수백 km의 속도로 태평양을 건너가 하와이의 힐로를 덮쳐 61명이 사망하기도 했다. 일본에서 발생한 쓰나미 사망자 대부분은 혼슈 동북부의 산리쿠 연안에서 발생했다.
칠레 해안은 남위 38도인 모차섬에서부터 남위 45도인 아이센델헤네랄카를로스이바녜스델캄포주에 이르는 해안가가 쓰나미로 황폐화되었다. 칠레 남부 전역에서 쓰나미로 막대한 인명 피해가 발생했고 항만 인프라가 파괴되었으며 수많은 소형 보트가 유실되었다. 이보다 북쪽에 있는 탈카우아노 항구는 큰 피해는 입지 않고 침수 피해만 발생했다. 일부 예인선과 소형 선박은 탈카우아노 인근의 로쿠안트섬에 좌초되기도 했다.
5월 21일 콘셉시온 지진이 닥친 이후 앙쿠드 주민들은 배를 타고 피난처를 찾았다. 칠레 국가헌병대(일종의 경찰) 소속 선박인 글로리아호는 5월 22일 2차 지진이 발생했을 당시 해안가의 보트 수 척을 예인하고 있었다. 해안선이 급격하게 물러나면서 글로리아호는 세로과이겐과 코치노스섬 사이에 좌초되었다. 좌초된 배는 쓰나미에 휩쓸려 난파되었다.
바이아만사에 지어진 최첨단 소형 항구는 해발고도 10 m 이상을 덮친 쓰나미로 완전히 파괴되었다. 바이아만사에 있던 이사벨라호는 재빨리 항구를 떠났지만 표류되었다.

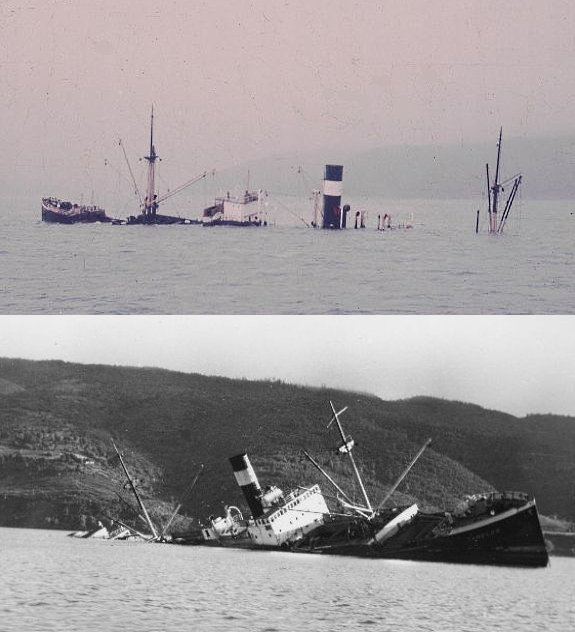
지진 이후 난파된 "카를로스 아베르베크호"(위)의 돛과 카넬로스스호(아래)의 모습.

발디비아강과 코랄만에서는 지진으로 아르헨티나호, 카넬로스호, 카를로스 아베르베크호, 멜리타호, 인양된 펭코호의 잔해 등 여러 선박이 난파되었다. 카넬로스호는 지진이 발생했을 당시 칠레 북부를 목적지로 목재와 기타 제품을 가득 싣고 코랄에 정박하고 있었다. 카넬로스호는 지진 후에야 엔진이 예열되었다. 몇시간 동안 코랄만과 발디비아강을 표류하던 카넬로스호는 난파되었고 현지 시각 기준 18시에 승무원들은 배를 버렸다. 이 사고로 카넬로스호에 탑승한 승무원 2명이 사망했다. 2000년 현재까지 난파된 카넬로스호의 잔해를 볼 수 있다.
지진 당시 코랄에 정박중이던 산티아고호는 좋지 않은 배의 상황에서도 코랄만을 빠져나왔지만 5월 24일 표류하다 모차섬 해안가에 난파되었다. 스쿠너 아밀라그루사호는 5월 22일 피츠로야나무 너와를 싣고 케울레를 출발하여 코랄 남쪽 작은 항만을 향해가고 있었다. 아밀라그루사호는 남쪽으로 이동하는 4일동안 쓰나미 파도와 해류에 표류되었다. 한편 코랄 외곽에서 구조대원이 두 척의 보트에 타던 의식이 거의 없고 탈수 증세를 보인 어린이 6명을 구출했다. 발견된 보트는 원래 발디비아강과 코랄만 사이를 오고가는데만 사용했지만 발견 당시에는 공해로 표류하던 상태였다.
해안가 마을인 케울레에서는 한 연안경비병이 쓰나미가 덮친 후 수 일이 지나서야 수백명이 사망하거나 실종되었다고 보고했다. 역사학자 요셀린 하라미요와 이스마엘 바소는 수십년 후 케울레 주민들은 지진과 쓰나미로 약 50명이 사망했다고 보고했다.

#### 일본의 쓰나미 피해
| 사망 및 실종자 | 부상자 | 이주 세대  | 이재민    | 건물 피해 | 파괴된 선박 | 재방 결괴 | 도로 손상 | 교량 유실 | 목재 유실 |
| -------------- | ------ | ---------- | --------- | --------- | ----------- | --------- | --------- | --------- | --------- |
| 142명          | 855명  | 31,120가구 | 147,898명 | 46,000동  | 2,534척     | 34곳      | 45곳      | 14개소    | 19,290건  |

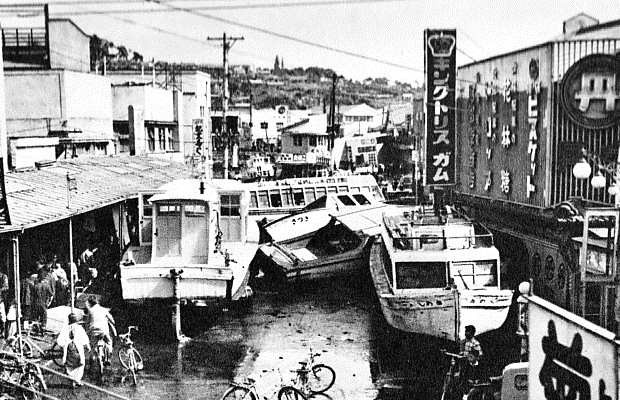
쓰나미로 피해를 입은 미야기현 시오가마시의 모습.

일본은 발디비아 지진의 진앙에서 서쪽으로 매우 멀리 떨어져 있었지만 태평양 연안의 타 국가와 비교하면 큰 피해를 입었다. 지진이 발생한지 약 22시간 30분 후인 5월 24일 새벽(일본 시각 기준) 산리쿠 연안 지역을 중심으로 최대 6.1 m 높이의 쓰나미가 덮쳐 일본 각지에서 피해가 발생했다. 일본 기상청은 이 쓰나미를 칠레 지진해일(일본어: チリ地震津波 지리지신쓰나미[*])라고 명명했다.
쓰나미의 피해가 제일 컸던 지역은 리아스식 해안 안쪽에 항구가 있던 이와테현 오후나토시로 총 53명이 사망했고 미야기현 모토요시군 시즈가와정(현 미나미산리쿠정)에서는 41명이, 홋카이도 앗케시군 하마나카정에서는 11명이 사망했다. 하마나카정은 1952년 도카치 해역 지진에서도 쓰나미 피해를 입어 두차례 시가지가 큰 피해를 입었다. 도시 중심지이기도 한 기리탓푸 지구(霧多布地区)에서는 발디비아 지진의 쓰나미로 토사가 유출되어 홋카이도 본섬과 분리되어 떨어진 섬이 되었다. 현재는 육지였던 곳에 기리탓푸 대교라는 2개의 다리가 건설되어 본섬과 기리탓푸섬 사이를 오고 갈 수 있는데 1개는 내진교, 1개는 예비교로 건설하여 쓰나미가 덮쳐도 피난경로를 2개로 확보하였다. 도호쿠 지방 태평양 해역 외에도 1959년 이세만 태풍으로 큰 피해를 입었던 미에현 남부에서 와카야마현 다나베시 신조정 사이 지역도 쓰나미로 피해를 입었다. 아오모리현 하치노헤시에서는 쓰나미로 발생한 해안선 후퇴를 '간조'라고 착각하여 해조류를 채취하던 주민 2명이 쓰나미에 휩쓸려 사망했다.
과거 수 차례의 지진해일 피해로 10 m 높이의 거대한 방조제를 건설했던 이와테현 시모헤이군 다로정(현 미야코시)는 지진해일로 인한 피해가 전혀 없었다. 이는 쓰나미가 방조제까지도 닿지 못해 피해가 없었던 것이었지만, 다음 날 일본 내의 언론 보도에서는 거대한 방조제가 효과를 발휘해 피해가 없었던 것처럼 보도되었고 다로정의 방재 노력을 보고 하마나카정에서도 이와 비슷한 방조제가 설치되었다. 홋카이도의 방조제는 1994년 홋카이도 남서쪽 해역 지진에서 피해가 컸던 오쿠시리섬 등에서도 건설되었다.한편 다로정에서는 방조제의 효과를 오해하여 2011년 도호쿠 지방 태평양 해역 지진에서 지진 때 대피하지 못하고 피해를 입는 주민이 발생하는 문제도 일어났다.
보도의 경우, NHK 라디오는 일본 기상청의 쓰나미경보가 발령되기 이전인 5월 24일 오전 4시 30분부터 지역방송으로 쓰나미 관련 소식을 전했고, 센다이 방송국의 정보를 바탕으로 오전 5시부터 전국 뉴스를 통해 쓰나미 소식을 전했다. 또한 NHK 종합TV는 오전 10시 25분부터 5분간 뉴스특보를 통해 소식을 전했다.

#### 세계 각지의 쓰나미 높이
| 시군구, 지역       | 지역 혹은 국명          | 쓰나미 높이 혹은 소상고 | 관측 시각 (UTC) | 도달 시각 |
| ------------------ | ----------------------- | ----------------------- | --------------- | --------- |
| 콘셉시온           | 칠레                    | 관측                    |                 |           |
| 코랄               | 칠레                    | 10.0m                   |                 |           |
| 과포섬             | 칠레                    | 10.0m                   |                 |           |
| 레부               | 칠레                    | (4.0m)5.0m              |                 |           |
| 모차섬             | 칠레                    | 25.0m                   |                 |           |
| 푼타티르나(티레라) | 칠레                    | 5.0m                    |                 |           |
| 콘스티투시온       | 칠레                    | 2.5m                    |                 |           |
| 발디비아           | 칠레                    | 10.0m                   |                 |           |
| 만사강             | 칠레                    | 8.5m                    |                 |           |
| 푼타사베드나       | 칠레                    | 9.0m                    |                 |           |
| 칠로에섬           | 칠레                    | 10.0m                   |                 |           |
| 발파라이소         | 칠레                    | 1.7m                    | 22일 16:30      | 1:04      |
| 아리카             | 칠레                    | 2.2m                    | 22日22:38       | 3:27      |
| 앙쿠드             | 칠레                    | (8.0m)12.0m             |                 |           |
| 메우인             | 칠레                    | 15.0m                   |                 |           |
| 탈카우아노         | 칠레                    | 5.0m                    | 22일 20:05      | 0:54      |
| 카야오             | 페루                    | 1.1m                    | 22일 23:45      | 4:34      |
| 이스터섬           | 칠레                    | 6.0m                    |                 |           |
| 갈라파고스 제도    | 에콰도르                | 0.6m                    |                 |           |
| 카이무             | 하와이주                | 4.0m                    |                 |           |
| 힐로               | 하와이주                | 10.7m                   | 23일 9:58       | 14:47     |
| 호누아포           | 하와이주                | 5.2m                    |                 |           |
| 나푸푸             | 하와이주                | 4.9m                    |                 |           |
| 카훌루이           | 하와이주                | 3.4m                    | 23일 10:18      | 15:07     |
| 파우쿠칼로         | 하와이주                | 4.6m                    |                 |           |
| 호놀룰루           | 하와이주                | 0.8m                    | 23일 10:33      | 15:22     |
| 와히아와만         | 하와이주                | 4.3m                    |                 |           |
| 하에나             | 하와이주                | 4.1m                    |                 |           |
| 존스턴 환초        | 하와이주                | 0.5m                    | 23일 11:30      | 16:19     |
| 미드웨이 환초      | 하와이주                | 0.6m                    | 23일 13:30      | 18:19     |
| 핏케언 제도        | 영국의 해외 영토        | 12.2m                   |                 |           |
| 투투일라섬         | 아메리칸사모아          | 4.9m                    |                 |           |
| 우폴루섬           | 아메리칸사모아          | 4.9m                    |                 |           |
| 팡오팡오           | 아메리칸사모아          | 2.4m                    | 23일 7:33       | 12:22     |
| 수바               | 피지                    | 0.5m                    | 23일 8:30       | 13:19     |
| 리틀턴             | 뉴질랜드                | 0.4m                    | 23일 8:12       | 13:01     |
| 웰링턴             | 뉴질랜드                | 0.9m                    | 23일 7:45       | 12:34     |
| 타우랑가           | 뉴질랜드                | 0.9m                    | 23일 8:23       | 13:12     |
| 타운즈빌           | 오스트레일리아          | 0.3m                    | 23일 16:05      | 20:54     |
| 노퍽섬             | 오스트레일리아          | 0.2 m                   | 23일 9:00       | 13:49     |
| 호바트             | 오스트레일리아          | 0.3m                    | 23일 12:00      | 16:49     |
| 로드호어 군도      | 오스트레일리아          | 0.7m                    | 23일 10:45      | 15:34     |
| 뉴캐슬             | 오스트레일리아          | 0.2m                    | 23일 12:00      | 16:49     |
| 괌                 | 미국                    | 0.2m                    | 23일 16:40      | 21:29     |
| 타클로반           | 필리핀                  | 0.2m                    | 23일 21:12      | 26:01     |
| 화롄시             | 타이완                  | 0.2m                    | 23일 19:20      | 24:09     |
| 지룽시             | 타이완                  | 1.1m                    | 23일 20:30      | 25:19     |
| 가오슝시           | 타이완                  | 0.1m                    | 23일 20:30      | 25:19     |
| 홍콩               | 영국의 해외 영토 (당시) | 0.5m                    | 23일 22:20      | 29:29     |
| 단노우라           | 일본                    | 0.4m                    | 24일 0:40       | 29:29     |
| 쓰키지             | 일본                    | 0.1m                    | 23일 18:10      | 22:59     |
| 마이즈루시         | 일본                    | 0.5m                    | 23일 23:25      | 29:14     |
| 모지시             | 일본                    | 0.9m                    | 24일 0:25       | 29:14     |
| 우라카와정         | 일본                    | 3.2m                    |                 |           |
| 이즈하라정         | 일본                    | 0.2m                    |                 |           |
| 가마이시시         | 일본                    | 0.7m                    | 23일 17:35      | 22:24     |
| 사세보시           | 일본                    | 1.3m                    | 23일 21:40      | 26:29     |
| 나제시             | 일본                    | 0.5m                    | 23일 19:50      | 24:39     |
| 오미나토           | 일본                    | 0.2m                    | 23일 20:15      | 25:04     |
| 몬베쓰시           | 일본                    | 0.4m                    | 23일 19:10      | 23:59     |
| 하코다테시         | 일본                    | 2.2m                    | 23일 18:38      | 23:27     |
| 하치노헤시         | 일본                    | 3.3 m                   |                 |           |
| 오나가와정         | 일본                    | 4.2m                    |                 |           |
| 하마마쓰시         | 일본                    | 1.1m                    |                 |           |
| 구시로시           | 일본                    | 1.8m                    |                 |           |
| 무쓰시             | 일본                    | 6.3m                    |                 |           |
| 미야코시           | 일본                    | 1.2m                    |                 |           |
| 고치시             | 일본                    | 3.1m                    |                 |           |
| 오후나토시         | 일본                    | 4.9m                    |                 |           |
| 미야자키시         | 일본                    | 0.6m                    |                 |           |
| 아부라쓰항         | 일본                    | 2.0m                    |                 |           |
| 시모다시           | 일본                    | 1.8m                    |                 |           |
| 조시시             | 일본                    | 2.1m                    |                 |           |
| 산리쿠 연안        | 일본                    | 6.4m                    |                 |           |
| 시오가마시         | 일본                    | 2.8m                    |                 |           |
| 구시모토정         | 일본                    | 2.2m                    |                 |           |
| 도사시미즈시       | 일본                    | 2.7m                    |                 |           |
| 도바시             | 일본                    | 1.6 m                   |                 |           |
| 푼타레나스         | 코스타리카              | 0.3m                    | 23일 4:00       | 8:49      |
| 엔세나다           | 멕시코                  | 1.2m                    | 23일 8:48       | 13:37     |
| 라파스             | 멕시코                  | 0.75m                   | 23일 7:56       | 12:45     |
| 아카풀코           | 멕시코                  | 1.0m                    | 23일 5:00       | 9:49      |
| 마사틀란           | 멕시코                  | 1.1m                    | 23일 6:57       | 11:46     |
| 살리나크루스       | 멕시코                  | 1.0m                    | 23일 4:56       | 9:45      |
| 크레센트시티       | 캘리포니아주            | 1.7m                    | 23일 10:40      | 15:29     |
| 샌프란시스코       | 캘리포니아주            | 0.4m                    | 23일 10:13      | 15:02     |
| 앨러미다군         | 캘리포니아주            | 0.3m                    | 23일 10:50      | 15:39     |
| 샌타모니카         | 캘리포니아주            | 1.6m                    | 23일 9:22       | 14:11     |
| 샌페드로베이       | 캘리포니아주            | 0.5m                    | 23일 9:18       | 14:07     |
| 롱비치             | 캘리포니아주            | 0.7m                    | 23일 9:27       | 14:16     |
| 로스앤젤레스       | 캘리포니아주            | 0.8m                    | 23일 9:18       | 14:07     |
| 샌디에고           | 캘리포니아주            | 0.7m                    | 23일 9:12       | 14:01     |
| 애스토리아         | 오리건주                | 0.2m                    | 23일 12:40      | 17:29     |
| 뉴포트             | 오리건주                | 0.6m                    |                 |           |
| 프린스루퍼트       | 캐나다                  | 관측                    | 23일 20:50      |           |
| 스캐그웨이         | 알래스카주              | 0.2m                    | 23일 15:00      | 19:49     |
| 싯카               | 알래스카주              | 0.5m                    | 23일 13:33      | 18:22     |
| 야쿠타트           | 알래스카주              | 0.8m                    | 23일 14:18      | 19:07     |
| 몬태그섬           | 알래스카주              | 2.3m                    | 23일 16:57      | 19:29     |
| 수어드반도         | 알래스카주              | 0.7m                    | 23일 16:57      | 19:29     |
| 더치하버           | 알래스카주              | 0.7m                    | 23일 14:50      | 19:39     |
| 쿠릴               | 쿠릴 열도               | 4.7m                    |                 |           |
| 로팟카곶           | 캄차카반도              | 2.0m                    |                 |           |
| 루스카야후미       | 캄차카반도              | 7.0m                    |                 |           |
| 빌류친스카야       | 캄차카반도              | 5.0m                    |                 |           |
| 올가후미           | 캄차카반도              | 4.0m                    |                 |           |
| 세믈랴치크         | 캄차카반도              | 4.0m                    |                 |           |
| 캄차카강 하구      | 캄차카반도              | 4.0m                    |                 |           |

### 산사태

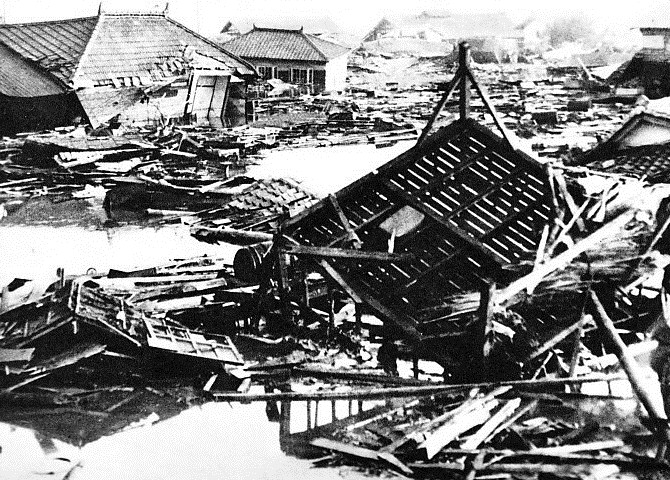
쓰나미로 피해를 입은 일본 이와테현 가마이시시의 모습.

지진으로 안데스산맥 남부의 가파른 계곡을 중심으로 수많은 산사태가 발생했다. 안데스산맥에서 일어난 산사태의 대부분은 이키녜-오프키 단층 주변 숲이 우거진 산경사면에서 발생했다. 산사태 지역 중 일부는 드문드문 초목이 남아있었으며, 노토파구스 돔베이(남부너도밤나무)만 이루어진 숲이 있는 지역도 있었다. 산사태는 대부분 사람이 살지 않고 작은 도로만 조금씩 나있었기 때문에 사망자가 적었고 경제적 손실도 그리 크지 않았다.
산사태 중에서는 파괴와 동시에 아래 내용처럼 리니우에 호수의 유출강을 막아버려 경보가 울리기도 했다. 리니우에 호수 남쪽으로 약 100 km 떨어진 골골강 주변에 산사태가 발생해 자연 댐이 만들어졌고 이 흙댐이 터지면서 푸예우에 호수로 홍수가 일어났다. 골골강의 산사태로 카르데날안토니오사모레 고개를 통해 아르헨티나 산카를로스데바릴로체까지 향하는 칠레 제215번 국도 일부가 파괴되었다.
산사태 대부분은 남북으로 뻗은 안데스산맥에서 발생했지만 그 외에도 특히 해안 지역인 칠레 해안 산맥의 기슭과 양키우에 호수 주변의 산에서 산사태가 다수 발생했다.

### 세이시
지진으로 팡기푸이 호수에서 1 m가 넘는 진폭의 세이시가 관측되었다. 5월 22일에는 발디비아에서 약 200 km 떨어진 아르헨티나 안데스산맥에 있는 나우엘우아피 호수에서도 세이시가 관측되었다. 지진으로 호수 바닥에 있던 퇴적물이 순간적으로 이동해 발생한 것으로 추정된 이 세이시로 2명이 사망하고 호수가에 있는 도시인 산카를로스데바릴로체의 부두가 파괴되는 피해를 입었다.

### 리니우에 호수 홍수
칠레 지진 도중 발생한 트랄칸산의 산사태가 리니우에 호수에서 물이 빠져나가는 강물의 물길을 막아버렸다. 리니우에 호수는 엥코강을 흐르는 7개 호수 중 가장 하류에 있는 호수이다. 리니우에 호수를 빠져나가는 강인 산페드로강은 하류의 여러 마을을 거쳐 발디비아 도시에서 해안으로 빠져나간다.
산사태로 산페드로강이 막히자 호수 수위가 빠르게 높아지기 시작했다. 호수 수위가 1미터 상승할 때마다 유량은 2천만 입방미터가 증가했는데, 높이 24 m의 자연댐으로 수위가 넘어가게 된다면 산페드로강에 4억 8천만 입방미터의 물이 한꺼번에 유입되며, 이는 평균 유속 한계인 초당 400 입방미터를 매우 압도한다는 말이다. 이 댐이 갑작스럽게 붕괴된다면 5시간 이내에 강변의 모든 마을이 물에 잠기고 매우 큰 피해를 입을 수 있을 심각한 위협이었다.
영향 지역에는 약 10만명의 주민이 거주하고 있었다. 이 때문에 발디비아의 주민을 긴급히 대피시킬 계획을 세우고 많은 주민들이 피난을 갔다. 도시 파괴를 막기 위해 ENDESA, CORFO 기업의 임직원 수백명과 여러 군부대, 칠레 공공근로부(MOP) 소속 노동자 등이 호수 통제를 위한 작업에 돌입했다. 27개 불도저가 투입되었지만 댐 바로 앞의 진흙더미에서 이동하는데 큰 곤란을 겪어 6월부터는 삽으로 일일이 제방을 세우기 시작했다. 또한 리니우에 호수를 향한 강줄기를 막아 물 유입을 최소화하기 위해 7개 호수의 다른 유출부 강에도 전부 댐을 세워 유입을 최대한 막기 시작했다. 이 댐은 나중에 전부 철거되었지만 칼라프켄 호수에는 이 당시 건설된 댐이 현재도 남아 있다.
6월 23일까지 자연댐의 수위가 24 m에서 15 m로 낮아져 30억 세제곱미터에 달하는 물이 서서히 빠져나가기 시작했지만 여전히 갑작스런 댐의 붕괴시엔 마을을 파괴시킬 정도의 파괴력을 가지고 있었다. 댐 방면의 공학팀에는 ENDESA의 엔지니어인 라울 사에스가 이 작업을 지휘했다.

### 코르돈 화산 분화

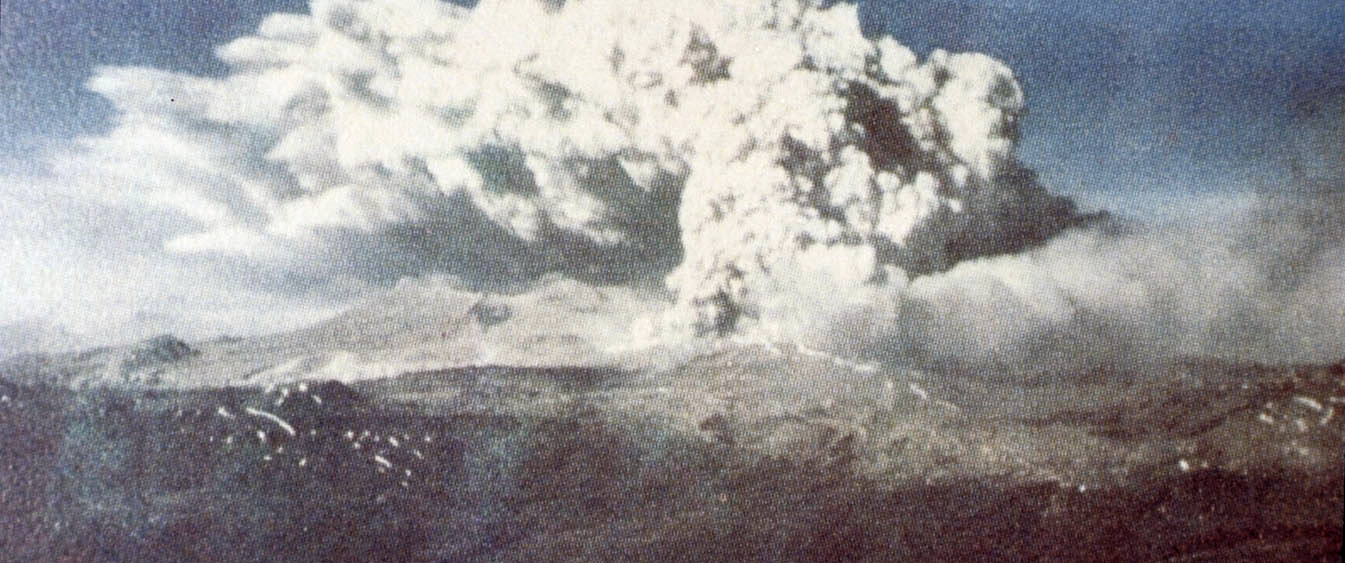
지진 후 코르돈 화산이 분화한 모습.

1960년 발디비아 본진이 발생한지 38시간 후인 5월 24일에는 코르돈 화산이 분화했다. 이 분화는 지진 때문에 발생한 분화로 추정된다. 하지만 이 분화는 안데안 계곡의 인구가 거의 없고 외딴 곳에서 발생하여 직접 목격한 사람은 거의 없었고, 그마저도 지진으로 발생한 심각하고 광범위한 피해와 손실 보도에 지역 언론이 몰두하여 현지 언론은 화산 분화를 거의 주목하지 않았다. 이 분화는 푸에르토몬트에서 산티아고로 향하던 미국 공군 소속 승무원이 처음으로 목격하고 분화를 보고했다.
이 분화로 기수방위 기준 135도 방향에서 약 5.5 km 길이의 균열이 생겼으며 21개의 개별 분화구가 발견되었다. 이 분화구에서는 용암과 테프라의 형태로 약 0.25 km3 가량의 고밀암 등가물(DRE)이 분출했다. 분화는 59일 후인 7월 22일에 끝났다.
대피 조치 덕분에 화산 분화와 관련된 사망자는 발생하지 않았다.

## 영향과 대응

### 도시에 미친 영향

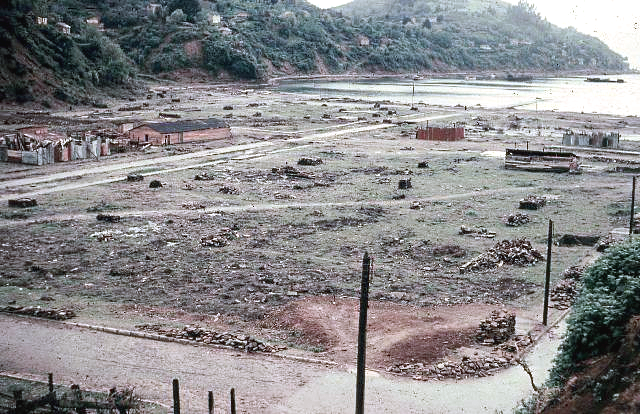
지진과 쓰나미로 파괴되어 건물 기초들만 남은 칠레 코랄 마을의 중심지 모습.

매우 큰 지진 규모에 비해 피해 규모는 매우 작은 편이었다. 그 이유 중 하나는 단층 파괴 지역 인근 지역은 인프라 개발이 제한적이었기 때문이었다. 또한 지진에 잘 견디도록 내진설계가 이루어진 건축물은 지진에도 잘 버텼으며 주로 토양침하나 작은 단층 움직임에 직접적인 영향을 받은 지역에서 건축물 피해가 나타났다. 다만 거주민이 직접 지은 집의 경우에는 내진 상태가 불량했다. 마울레주와 비오비오주 지역에서는 어도비와 석조로 지어진 집이 취약했으며, 아라우카니아주 이남 지역은 시간이 지나면서 부패한 불량 목재로 지어진 집이 지진에 크게 취약했다.
발디비아에서는 주택의 약 40%가 붕괴되어 2만명이 넘는 사람들이 집을 잃고 난민이 되었다. 가장 큰 영향을 받은 구조물은 콘크리트로 건축된 건물이었는데 어떤 경우에는 현대 지진공학적 방법으로 건축하지 않아 완전히 붕괴된 건물도 있었다. 전통적인 목조주택은 지진에 좀 더 잘 견뎠지만 주택이 붕괴되지 않았어도 안에 살기 어려울 정도로 구조가 뒤틀린 건물이 많았다. 고지대에 건축된 주택이 저지대에 건축된 주택보다 땅이 더 적은 에너지를 흡수해 피해가 훨씬 적었다. 지진으로 건물이 파괴된 가곽의 일부는 1990년대에서 2000년대까지 빈 채로 방치되었으며 일부는 현재까지도 주차장으로 사용하고 있다. 지진 이전에는 1909년 발디비아 대화재 이후 지어진 현대식 콘크리트 건물도 지어졌었다.
발디비아의 다리는 경미한 피해만 입었다. 코랄만에서는 침강 현상이 일어나 마드레데디오스 광산과 기타 인금 금광의 퇴적물로 생성되어 가라앉았던 모래사주가 물에 잠겨서 항해 가능성이 나아졌다. 지진으로 발디비아의 홍수 방지용 제방이 붕괴되어 토지 침하와 함께 새롭게 넓은 지역이 홍수 위협에 노출되었다. 칠레 아우스트랄 대학교의 카우카우강 옆 206번 국도를 따라 도시 남쪽 외곽에 있던 식물원은 완전히 침수되었다.
미국은 지진 발생 직후 야전병원을 신속하게 세웠다. 미국의 지원으로 지진 직후 발디비아의 지질조사가 이루어졌고 그 결과 최초의 도시 지질 지도가 만들어졌다. 멕시코는 지진 이후 에스쿠엘라 멕시코 공립학교를 세워 기증했다.
지진으로 칠레 남부의 철도운송과 1914년 파나마 운하의 개통으로 발생한 무역로 변화로 오랜 기간 경제불황을 겪은 지역에 큰 피해를 입혔다.
발디비아와는 달리 오소르노는 큰 피해를 입지 않았다. 오소르노의 많은 집에서 수많은 방화벽과 굴뚝이 붕괴되었지만 완전히 붕괴된 건물은 20채에 불과했다.
오늘날 칠레의 대도시인 푸에르토몬트는 1960년대 초 49,500명 정도가 거주하고 있던 소도시였다. 푸에르토몬트 도시에서 피해는 대부분 인공적으로 구성한 매립지가 침하로 가라앉은 바리오모델로와 바이아앙헬모 북부에 집중되었다. 앙헬모와 같은 푸에르토몬트 해안 지역 대부분은 지진으로 "완전한 파괴" 급의 피해를 겪은 몇 안되는 지역 중 하나이다.

### 시골에 미친 영향

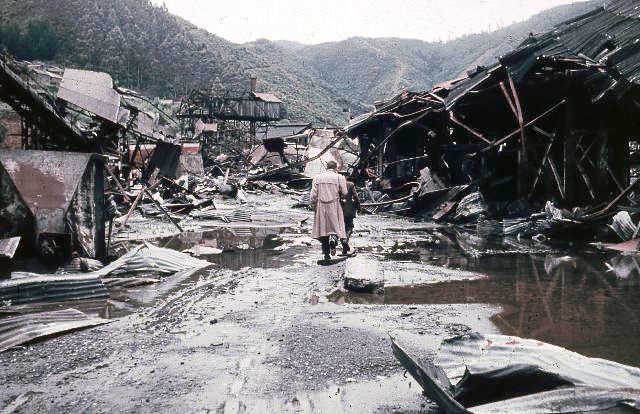
지진으로 알토스 오르노스 이 아세리아스 데 코랄 철강공장의 인프라가 파괴된 모습. 이 공장은 지진 발생 수년 전 이미 폐쇄되어 타격이 없었다.

칠레 남부 해안을 강타한 쓰나미는 해변의 농장을 파괴해 수많은 사람들과 가축이 죽었다. 축사와 산업 기반이 지진으로 파괴되었다. 지진 이후 피해 지역에서 보조금과 투자를 받은 극소수의 사업 중에는 낙농업이 있었다. 지진 이후에는 장기적 정책을 통해 국가적으로 지원을 받았다.
지진 이후에는 낙농업 부문에서 국제 기술 협력 프로그램이 설립되었다. 구체적으로는 독일과 덴마크 정부가 칠레 남부 대학교(현 칠레 아우스트랄 대학교)에 우유기술센터(Centro Tecnológico de la Leche) 수립을 지원했다. 스웨덴의 학자인 에리크 다멘은 칠레 남부의 살던 농부들에게 지진은 "창조적 파괴"을 가져왔다고 말했다.
크루세스강 하류 주변에 있던 목초지와 경작지였던 지역은 지진으로 지반이 전체적으로 약 2 m 침하하여 완전히 침수되었다. 이렇게 만들어진 습지는 수년에 걸쳐 브라질해초(Egeria densa)와 같은 토종식물의 서식지가 되었다. 해초와 같은 여러 해상식물은 이후 검은목백조과 같은 텃새가 모이는 다양성이 많은 해양생태계로 변모했다. 1981년에는 새롭게 생긴 생태계 보호를 위해 카를로스 안완드테르 자연보호구역이 수립되었다.
해안가 마을인 케울레는 1950년대에 크게 발전했다. 어업, 농업과 제조업을 기반으로 마을이 성장했다. 1957년에는 다른 마을로 이어지는 도로가 생겨났고 발네아리오나는 칠레 특유의 휴양마을로 발전했다. 하지만 이 번영은 1960년 지진으로 끝나버렸다.
그보다 더 북쪽에 있는 탄광촌인 레부는 지진으로 여러 채의 집이 붕괴되었다.

### 국가적 재난관리기관 구성
지진 발생 후 칠레 경제부는 종합적인 재건계획을 수립하기 시작했다. 칠레의 대통령 호르헤 알레산드리의 노력으로 향후 비상사태에 대처하고 지진 이후 국가 재건에 대처하기 위한 새로운 기관이 수립되었다. 당시 새롭게 수립된 "경제재건부"는 칠레의 기존 경세성장 부흥기관인 칠레 생산개발기구(CORFO)와 협력하여 재건 사업을 조정하는 임무를 맡았다. 이와 함께 장관급 위원회인 칠레 경제재건위원회(COPERE)가 공식적인 정부의 재건계획 수립 및 집행을 위한 위원회로 선정되었다. 생산개발기구는 위원회의 사무국 역할을 했으며 재전계획의 준비와 세부 실행을 맡았다. 또한 위원회는 각 주별로 재건 활동을 조정하는 임무를 맡았으며 생산개발기구는 각 주별 위원회의 기술사무국으로 활동했다. 또한 칠레가 향후 닥쳐올 재난에 더 잘 대비할 수 있도록 국가비상사태에 대한 포괄적인 국가계획임무가 수립되었으며, 국가비상사태시 대통령의 권한을 강화하는 법안도 같이 통과되었다. 또한 생산개발기구는 재난 발생 시 통신 복구 작업을 강화하고 이를 현대화해야한다는 필요성에 따라 국영 통신사인 ENTEL를 수립했다.
1974년에는 1971년 분화했던 비야리카산 당시의 교훈으로 살바도르 아옌데 대통령이 위원회를 독립적인 정부기관으로 승격하는 법을 통과시켰고, 이는 칠레 재난정보관리국(ONEMI)로 이어졌다.

### 인신공양
아라우카니아주의 해안 마을인 코일레우푸에서는 대지진 발생 직후 며칠 동안 마푸체족 원주민이 인신공양을 지냈다. 코일레우푸 마을은 사베드라 남쪽의 부디 호수 지역에 있었는데, 1960년 지진 당시에는 매우 고립된 곳이었다. 이 마을에 사는 원주민은 마푸체어를 사용했다. 주민들은 세로라메사라는 이름의 지역에 모여 살았는데 이곳은 저지대라 연이은 쓰나미에 큰 피해를 입었다. 마을의 마치인 후아나 나뭉쿠라 아녠은 땅과 바다를 진정시키기 위해 이웃인 후안 파이네쿠르의 손자를 재물로 바칠 것을 요구했다. 인신공양의 희생자는 어머니는 산티아고의 가사노동자로 가서 아버지 혼자서 양육하고 있던 5살 아이인 호세 루이스 파이네쿠르였다.
인신공양 사건은 누에바임페리알의 한 소년이 말 두마리를 훔친 것을 지역 지도자격이 비난하다가 정부에게 알려지게 되었다. 이들은 희생 의식 중 먹은 것으로 추정되었다. 인신공양 사건으로 2명이 살인죄로 기소되어 자백했지만 나중에 이 자백을 철회했다. 이 둘은 2년만에 감옥에서 석방되었다. 한 판사는 인신공양 관련자들에게 "조상 대대로 내려온 전통이라는 저항할 수 없는 자연의 힘으로 자유의지 없이 행동했다."라고 판결했다. 이 이야기는 《타임》지에 짤막하게 소개되었지만 자세한 내용은 거의 알려지지 않았다.

### 지구 자전축의 영향
1957년에서 1967년 사이에 관측된 챈들러 요동(주기 약 14개월의 극운동)에서 1960년의 관측 결과는 칠레에서 발생한 초거대지진의 영향으로 지축의 주기운동에 불연속성이 관측되었다. 지구에 탄성구의 변형이 일어나면 챈들러 요동에 큰 변화가 발생할 것으로 예측되지만 1960년 칠레 지진의 규모라고 하더라도 이 변형으로는 챈들러 요동에 큰 영향을 주기에는 부족하다고 여겨졌다. 하지만 1964년 알래스카 지진에서 진원에서 약 5,000 km 떨어진 하와이에서 약 10-8 정도의 영구변형이 관측되어 이런 미세한 지각 변동도 전 지구에 걸쳐 적분하면 챈들러 요동에 영향을 줄 가능성이 있음을 발견했다.

## 이후 여진 및 후속 지진
아타카마 사막에서 발견된 숯과 조개껍데기의 연대측정을 통해 기원전 1,800년 경 1960년 지진과 비슷한 규모의 지진이 일어나 쓰나미로 쓸려온 것으로 추정된다. 이 당시의 지진으로 칠레 해안 지역의 수렵채집을 하던 선사인들은 약 1천년간 해안 근처에서 살지 못하게 된 것으로 추정된다.
1575년에도 비슷한 규모의 지진과 산사태가 발디비아에서 일어났다는 문헌 사료가 남아 있다. 이 지진으로 역시 1960년과 거의 비슷한 리니우아소 홍수가 일어났다. 당시 발디비아의 코레히도르였던 페드로 마리뇨 데 로베라는 산사태로 레니과 석호에 자연댐이 발생했다고 기록했다. 몇 달 후인 4월에는 이 자연댐이 붕괴되어 홍수가 발생했다. 데 로베라는 스페인 측 정착민은 댐이 터지기 전에 전부 대피하고 고지대에서 기다렸지만 수많은 원주민들이 홍수로 사망했다고 말했다. 1575년 지진은 1960년 발생한 지진과 거의 비슷했지만, 1575년 지진에는 일본에서 비슷한 쓰나미가 닥쳤다는 기록이 남지 않았다는 차이점이 있다.
1960년 지진 전에 일어났던 기타 다른 발디비아 지진으로는 1737년의 규모 M7.5의 지진과 1837년 규모 M8.8-9.2의 지진이 있다.
2010년 2월 27일 현지 시각 오전 3시 34분, 1960년 지진의 바로 북쪽 산티아고와 콘셉시온 사이 칠레 마우레주 해역에 규모 M8.8의 대지진이 발생했다. 이 지진은 약 35 km 깊이에서 일어났으며 해안에서 수십 km 떨어진 지역에서 발생했다. 2010년의 지진은 관측 사상 가장 강력했던 지진인 1960년 대지진과의 연관성이 존재한다는 추정이 많았다. 2010년 지진은 1960년 이후 발디비아에서 일어난 가장 큰 규모의 지진이다. 한편 2010년 지진으로 가옥 35채가 심각한 손상을 입었고, 44채가 약간의 피해를 입었다. 피해 조사 결과 발디비아에서는 434명이 집을 잃고 난민이 되었다. 피해는 주로 옛날에는 습지였던 곳과 인공적으로 매립지로 만든, 토양이 무른 지역에 집중되었다. 발디비아 강변의 일부 포장도로는 1960년 지진때와 마찬가지로 금이 가거나 붕괴되었다. 전반적으로 2010년 지진의 피해는 매우 국지적이었고 규모에 비해 매우 작았다.

## 같이 보기
- 1964년 비야리카산 분화
- 1968년 칠레 가뭄
- 칠레의 지질
- 칠레의 지진 목록
- 1960년 지진
- 해구형 지진 목록

## 참고 문헌
- Jaramillo, Yoselin; Basso, Ismael (2013). 《Queule, Entre Mar y Tierra 1950–2012》 (스페인어). Valdivia: Arte Sonoro Austral Ediciones. ISBN 978-956-8716-04-2.
- Petit-Breuilh Sepúlveda, María Eugenia (2004). 《La historia eruptiva de los volcanes hispanoamericanos (Siglos XVI al XX): El modelo chileno》 (스페인어). Huelva, Spain: Casa de los volcanes. ISBN 84-95938-32-4.
- Rojas Hoppe, Carlos Fernando (2010), 《Valdivia 1960: Entre aguas y escombros》 (스페인어), Valdivia, Chile: Ediciones Universidad Austral de Chile
- Urrutia de Hazbún, Rosa; Lanza Lazcano, Carlos (1993). 《Catástrofes en Chile 1541–1992》 (스페인어). Santiago: Editorial La Noria.